# جايسون دودا
جايسون دودا هو لاعب هوكي الجليد كندي، ولد في 5 مايو 1975 في Sexsmith, Alberta ‏ في كندا.

## وصلات خارجية
- جايسون دودا على موقع EliteProspects.com (الإنجليزية)
- جايسون دودا على موقع HockeyDB.com (الإنجليزية)